# استیو ردگریو
استیو ردگریو (به انگلیسی: Steve Redgrave) ورزشکار مرد رشتهٔ روئینگ اهل کشور بریتانیای کبیر است. وی در بین سال‌های ‎۱۹۸۴ تا ۲۰۰۰ میلادی در مسابقات بازی‌های المپیک تابستانی در مجموع ۶ مدال، شامل ۵ مدال طلا و ۱ برنز را کسب کرد.